# 舊多布羅特維爾

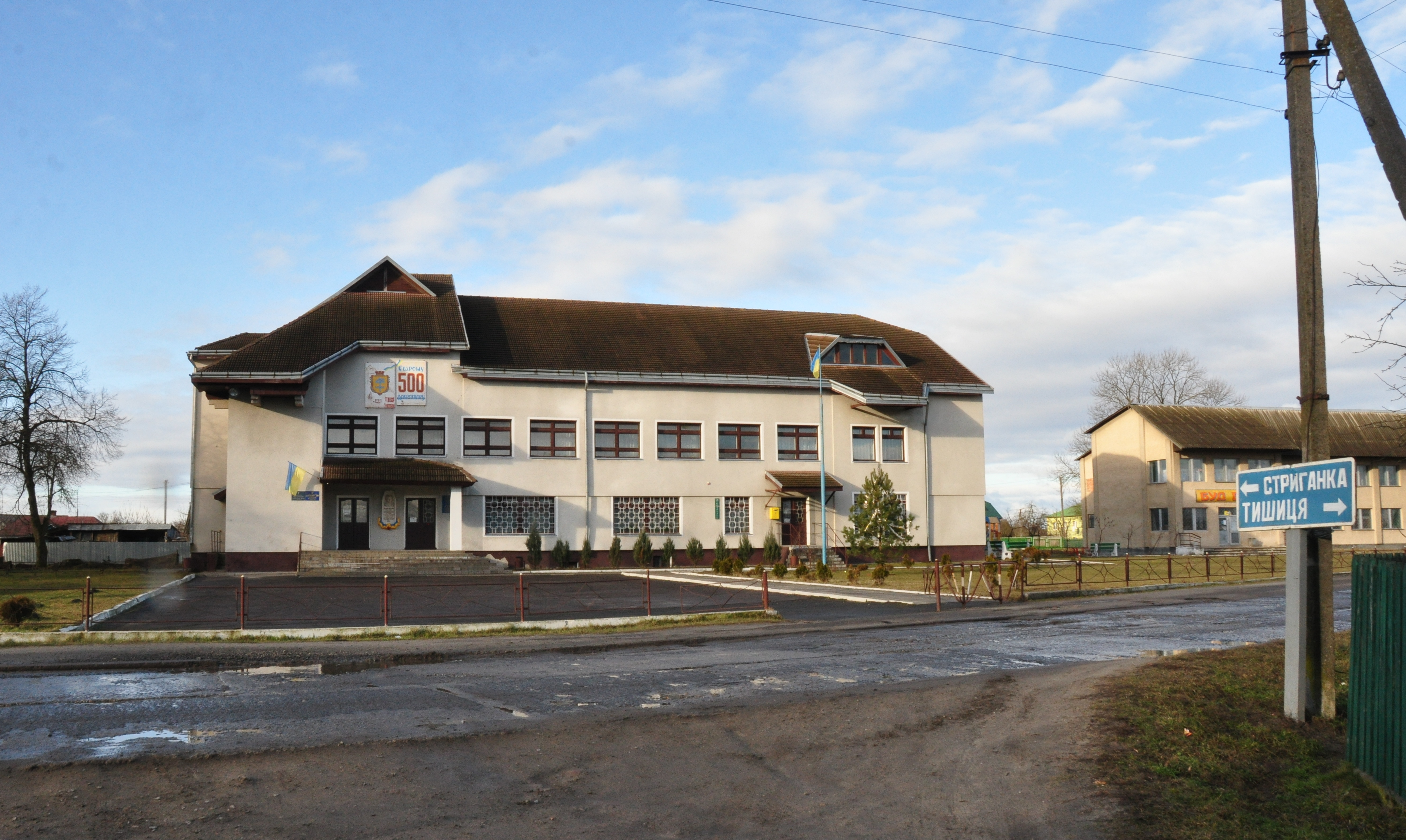
原村拉达所在的房屋

50°13′11″N 24°22′26″E / 50.21972°N 24.37389°E
舊多布羅特維爾（羅馬化：Staryi Dobrotvir）是烏克蘭的村莊，位於該國西部利沃夫州，由舍普季茨基區多布羅特維爾市鎮負責管轄，始建於十二世紀，面積3.33平方公里，海拔高度205米，2001年人口1,200，人口密度每平方公里360.58人。